# Aloe petricola
Aloe petricola là một loài thực vật có hoa trong họ Măng tây. Loài này được Pole-Evans mô tả khoa học đầu tiên năm 1917.

## Hình ảnh

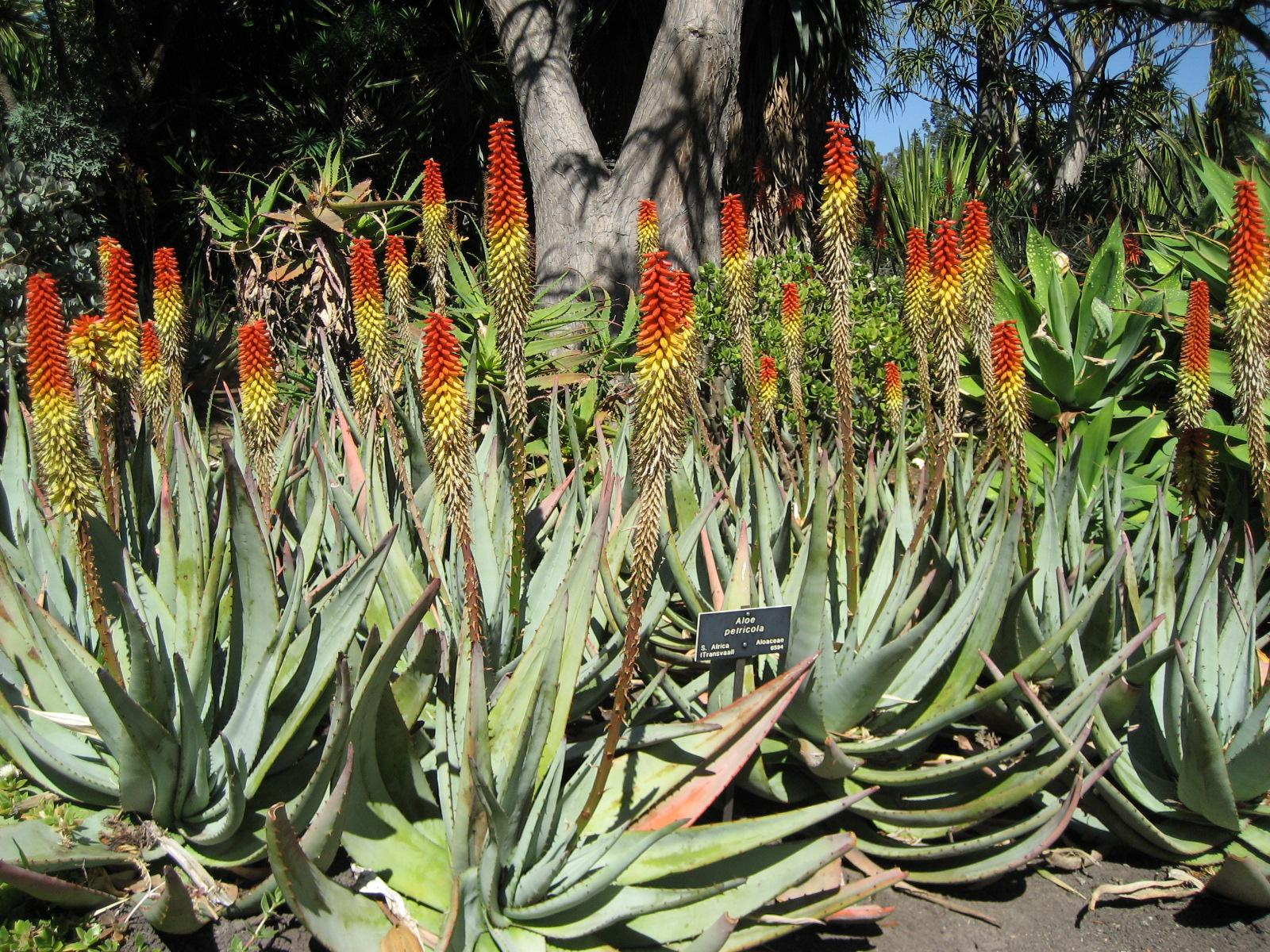
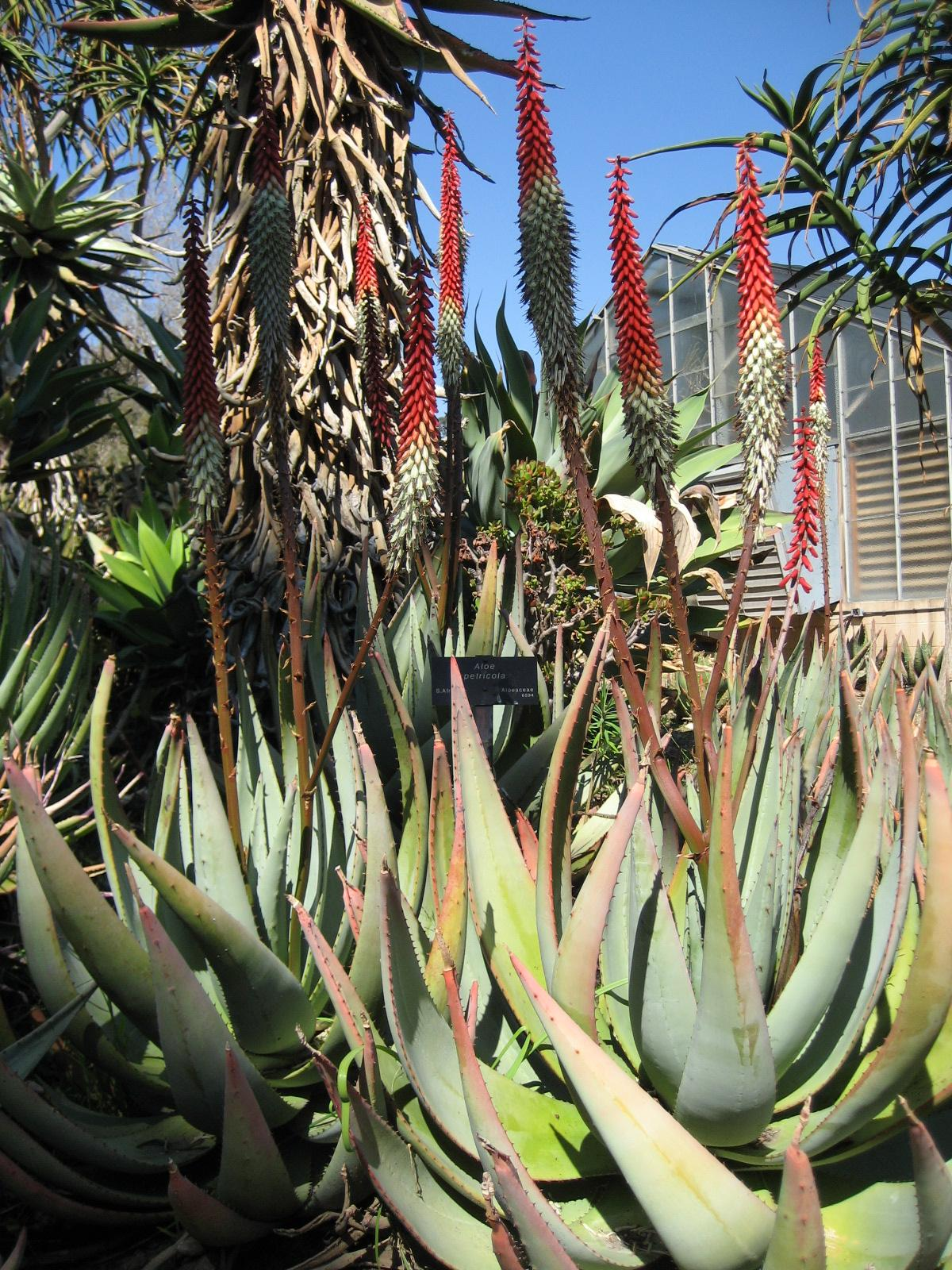
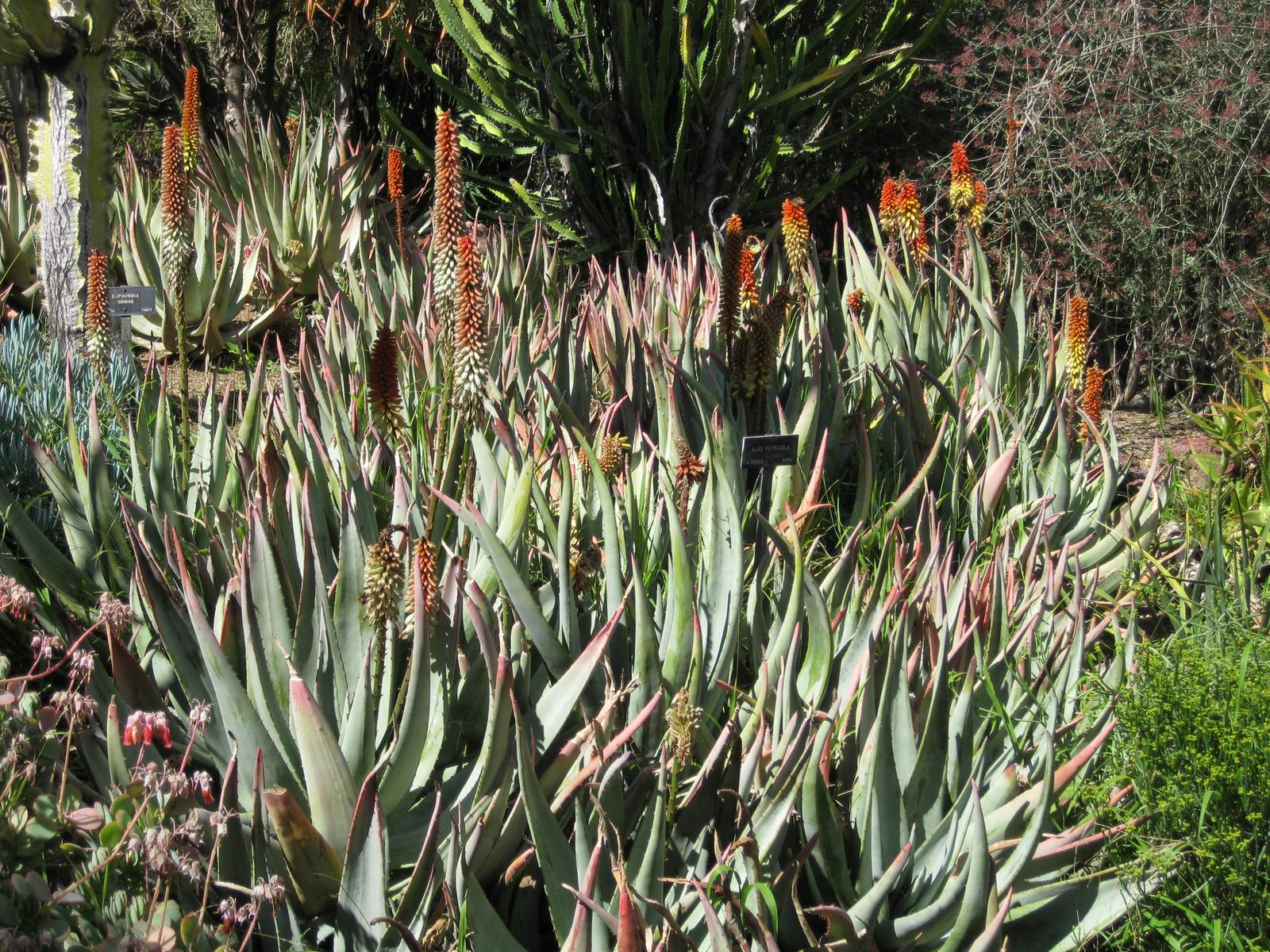
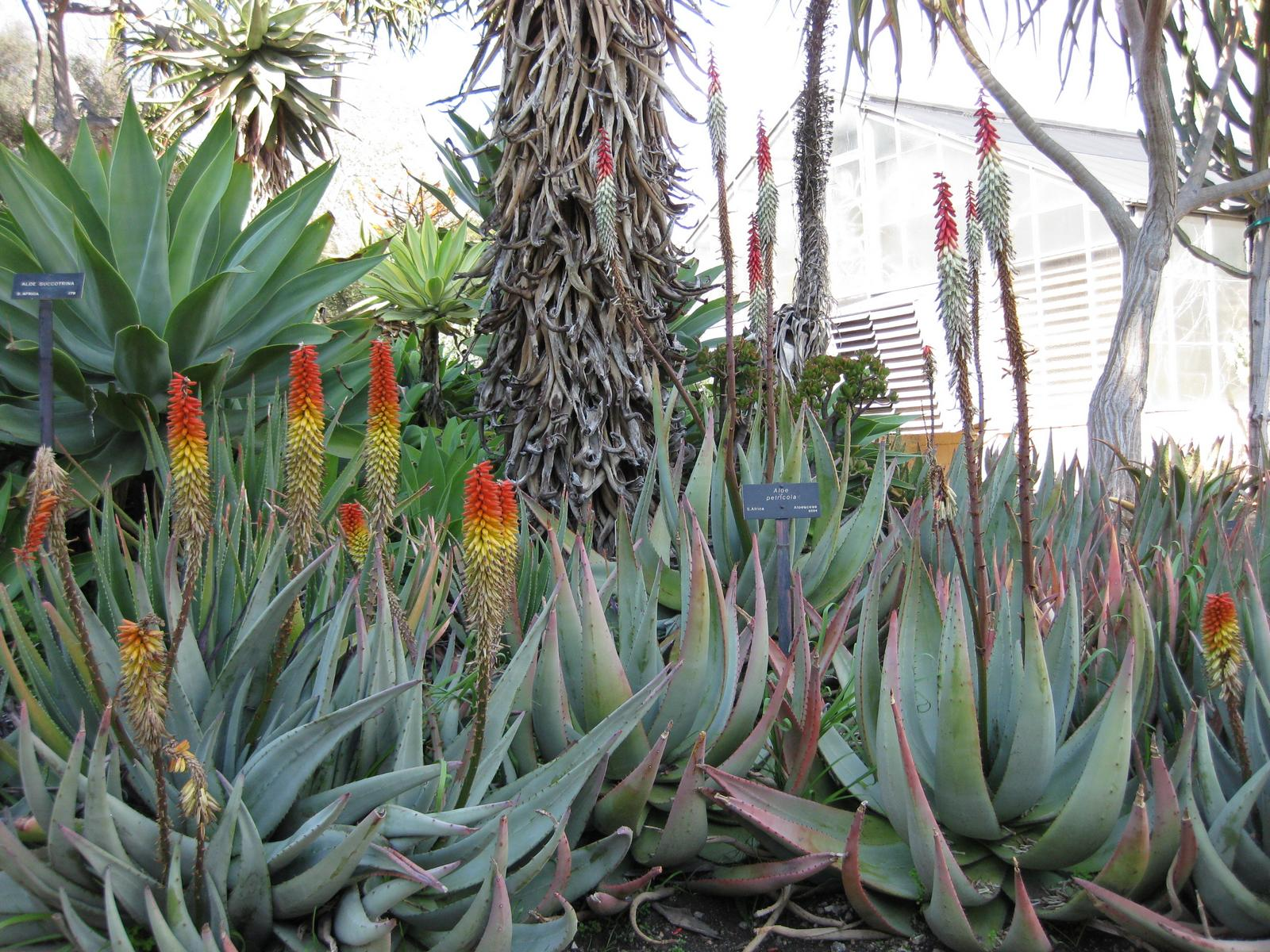